# Vormen van verkleinwoord in het Nederlands
Het vormen van een verkleinwoord gebeurt door achter het woord het achtervoegsel -je te plaatsen. Dit achtervoegsel kan omwille van klankredenen veranderen in -pje, -tje, -etje of -kje. In verband met de uitspraak wordt in bepaalde gevallen tussen het woord en het achtervoegsel een of meerdere letters toegevoegd.
Verder geldt voor verkleinwoorden die afgeleid zijn van een grondwoord dat eindigt op een open lettergreep met klemtoon dat de laatste klinker verdubbeld wordt.
In de zuidelijke dialecten worden verkleinwoorden geconstrueerd door -ke achter het grondwoord te voegen. In verband met de uitspraak kan hier voor de varianten -eke en -ske gekozen worden.
Voor meer details, zie de lijst hieronder (de letter van het verkleinwoord die tevens de laatste letter van het woord is waarvan het verkleinwoord afstamt is dik gedrukt):
Regelmatige vormen van het verkleinwoord:
- mamaatje (ma-ma-tje)
- hondje (hond-je)
- koetje (koe-tje)
- slofje (slof-je)
- stokje (stok-je)
- schooltje (school-tje)
- boompje (boom-pje)
- kommetje (kom-me-tje)
- boontje (boon-tje)
- bonnetje (bon-ne-tje)
- mapje (map-je)
- muurtje (muur-tje)
- voetje (voet-je)
- koninkje (koning-kje)

Zuid-Nederlands/Vlaams (vaak in dezen als dialect gezien)
- mamake (ma-ma-ke)
- hondeke (honde-ke)
- koeke (koe-ke)
- slofke (slof-ke)
- stokske (stok-ske)
- schoolke (school-ke)
- boomke (boom-ke)
- kommeke (kom-me-ke)
- boneke (boone-ke)
- bonneke (bon-ne-ke)
- mappeke (mappe-ke)
- muurke (muur-ke)
- voeteke (voete-ke)
- koningske (koning-ske)